# Кокшетауский завод приборостроения
Кокшетауский завод приборостроения — бывший завод в Кокшетау (Казахстан). Образован на базе основанных в 1917 году Союзом кредитных кооперативов чугунно-питейных и ремонтных мастерских; до 1941 — механический завод имени ОГПУ (выпускал запчасти для сельскохозяйственных машин, водопроводную аппаратуру и печное литьё); в 1942—1945 слился с эвакуированным Подольским механическим заводом и выпускал продукцию оборонного значения; с 1972 назывался Кокчетавским приборостроительным заводом. Выпускал весы (циферблатные и шкальные платформенные, автомобильные и вагонеточные), циферблатные квадратные указатели для весов и дозаторов, дозаторы для передвижных бетонорастворных установок, приборы для измерения параметров вибрации, а также товары народного потребления (коньки, бытовые весы и т. д.). 3авод имел Дом культуры (ныне «Истоки»), стадион («Торпедо», ныне «Окжетпес»), детский оздоровительный лагерь, детские дошкольные учреждения.
В 1997 году в связи с нерентабельностью завод закрылся.